# 1-й Украинский фронт
«Пе́рвый Украи́нский фронт» (сокр. 1 УФ) — оперативно-стратегическое объединение Красной армии Вооружённых сил СССР в годы Великой Отечественной войны (1941—1945). Образован на юго-западном направлении 20 октября 1943 года на основании приказа Ставки Верховного Главнокомандования (СВГК) от 16 октября 1943 года путём переименования Воронежского фронта. Расформирован 10 июня 1945 года, его полевое управление реорганизовано в управление Центральной группы войск Вооружённых сил СССР.

## Проведённые операции
- Киевская наступательная операция (3—13 ноября 1943 года)
- Киевская оборонительная операция (13 ноября — 22 декабря 1943 года)
- Житомирско-Бердичевская операция (24 декабря 1943 — 14 января 1944 года)
- Корсунь-Шевченковская операция (24 января — 17 февраля 1944 года)
- Ровно-Луцкая операция (27 января — 11 февраля 1944 года)
- Проскуровско-Черновицкая операция (4 марта — 17 апреля 1944 года)
- Львовско-Сандомирская операция (13 июля — 29 августа 1944 года)
- Сандомирско-Силезская операция (12 января — 3 февраля 1945 года)
- Нижнесилезская операция (8—24 февраля 1945 года)
- Верхнесилезская операция (15—31 марта 1945 года)
- Берлинская операция (16 апреля — 8 мая 1945 года)
- Пражская операция (6—11 мая 1945 года)

## Состав
Первоначальный:
- 13-я армия
- 27-я армия
- 38-я армия
- 40-я армия
- 47-я армия
- 60-я армия
- 3-я гвардейская танковая армия
- 2-я воздушная армия

Соединения, входившие в него в разное время:
- 1-я гвардейская армия
- 3-я гвардейская армия
- 5-я гвардейская армия
- 6-я армия
- 18-я армия
- 21-я армия
- 28-я армия
- 31-я армия
- 52-я армия
- 59-я армия
- 1-я танковая армия
- 2-я танковая армия
- 4-я танковая армия
- 6-я танковая армия
- 4-я гвардейская танковая армия
- 8-я воздушная армия
- 2-я армия Войска Польского
- 59-й отдельный Львовский[1] орденов Александра Невского[2] и Красной Звезды[3] полк связи[4]
- 107-й отдельный Перемышльский[5] орденов Кутузова[6] и Александра Невского[7] полк связи[8]
- Фронтовая газета «За честь Родины», редактор полковник Жуков Семён Иосифович (с 9.1943, с 6.1941 — редактор газеты «Сын отечества», 51 А); корреспондент-организатор на узбекском языке — старшина Якубов Фатых Ильхамович (с 1944).
- Подчиненные воинские части: 
  - 29-й отдельный полк резерва офицерского состава — период подчинения: 20.10.1943 — 09.05.1945
  - эвакуационный госпиталь 1325 — период подчинения: 20.10.1943 — 11.05.1945
  - эвакуационный госпиталь 1008 — период подчинения: 20.10.1943 — 09.05.1945
  - эвакуационный госпиталь 1748 — период подчинения: 20.10.1943 — 09.05.1945
  - эвакуационный госпиталь 3490 — период подчинения: 20.10.1943 — 11.05.1945
  - 1002-й отдельный авиационный полк связи — период подчинения: 20.10.1943 — 11.05.1945
  - 137-я автосанитарная рота — период подчинения: 20.10.1943 — 01.05.1945
  - 119-й дезинфекционно-инструкторский отряд — период подчинения: 20.10.1943 — 27.03.1944
  - 3-я гвардейская танковая армия — период подчинения: 20.10.1943 — 01.05.1944
  - 14-й отдельный учебный танковый полк — период подчинения: 20.10.1943 — 11.05.1945
  - 17-й отдельный танкоремонтный (ремонтно-восстановительный) батальон — период подчинения: 20.10.1943 — 11.05.1945
  - 3-й учебный полк резерва офицерского состава артиллерии — период подчинения: 20.10.1943 — 11.05.1945
  - 2-я воздушная армия — период подчинения: 20.10.1943 — 11.05.1945
  - 2-й отдельный запасный саперный полк — период подчинения: 20.10.1943 — 31.01.1944
  - 3-й отдельный запасный саперный полк — период подчинения: 20.10.1943 — 31.01.1944
  - 8-й запасный артиллерийский полк — период подчинения: 20.10.1943 — 11.05.1945
  - 234-й фронтовой запасный стрелковый полк — период подчинения: 20.10.1943 — 11.05.1945
  - 9-й отдельный стрелковый батальон Управления контрразведки «СМЕРШ» — период подчинения: 20.10.1943 — 11.05.1945
  - 5-й армейский батальон по сбору и вывозу трофейного имущества — период подчинения: 20.10.1943 — 11.05.1945
  - 14-я эвакуационная рота — период подчинения: 20.10.1943 — 25.10.1944
  - 9-й отдельный моторизованный понтонно-мостовой батальон — период подчинения: 20.10.1943 — 04.09.1944
  - отдельная запасная рота химической защиты — период подчинения: 20.10.1943 — 17.12.1943
  - фронтовая мастерская по капитальному ремонту агрегатов, обоза и упряжи — период подчинения: 20.10.1943 — 11.05.1945
  - подвижная железнодорожная ремонтно-восстановительная мастерская 2 гвардейских минометных частей — период подчинения: 20.10.1943 — 11.05.1945
  - подвижная артиллерийская мастерская 5 — период подчинения: 20.10.1943 — 11.05.1945
  - подвижная ремонтная мастерская 23 гвардейских минометных частей — период подчинения: 20.10.1943 — 09.05.1945
  - 100-я отдельная рота охраны — период подчинения: 20.10.1943 — 13.02.1944
  - 18-й отдельный мостостроительный батальон — период подчинения: 20.10.1943 — 09.05.1945
  - 138-й отдельный батальон противотанковых ружей — период подчинения: 20.10.1943 — 25.01.1944
  - Представительство Украинского штаба партизанского движения военного совета — период подчинения: 20.10.1943 — 13.01.1944
  - 28-й отдельный полк резерва офицерского состава — период подчинения: 20.10.1943 — 25.09.1944
  - учебная команда Управления войск НКВД охраны тыла Действующей армии — период подчинения: 20.10.1943 — 11.05.1945
  - 102-я эвакуационная рота — период подчинения: 20.10.1943 — 11.05.1945
  - Управление войск НКВД охраны тыла — период подчинения: 20.10.1943 — 11.05.1945
  - отделение НКВД по делам военнопленных при Управлении войск НКВД по охране тыла — период подчинения: 20.10.1943 — 01.02.1944
  - 70-я эвакуационная рота — период подчинения: 20.10.1943 — 09.05.1945
  - 43-я рота по сбору, эвакуации и ремонту трофейной техники — период подчинения: 20.10.1943 — 01.06.1944
  - 21-я рота по сбору и вывозу трофейного имущества — период подчинения: 20.10.1943 — 11.05.1945
  - 332-й отдельный зенитный артиллерийский дивизион — период подчинения: 20.10.1943 — 11.05.1945
  - 4-я отдельная моторизованная разведывательная рота — период подчинения: 20.10.1943 — 11.05.1945
  - 126-й отдельный автотранспортный батальон — период подчинения: 20.10.1943 — 05.11.1943
  - 181-й отдельный автотранспортный батальон — период подчинения: 20.10.1943 — 26.04.1944
  - 1-я танковая армия — период подчинения: 20.10.1943 — 25.04.1944
  - 48-й отдельный батальон связи резерва — период подчинения: 20.10.1943 — 15.06.1944
  - 184-й отдельный автотранспортный батальон — период подчинения: 20.10.1943 — 05.11.1943
  - полевой фронтовой продовольственный склад 821 — период подчинения: 20.10.1943 — 11.05.1945
  - отдельная автотранспортная рота подвоза горюче-смазочных материалов — период подчинения: 20.10.1943 — 25.03.1944
  - 25-я отдельная автотранспортная рота подвоза горюче-смазочных материалов — период подчинения: 20.10.1943 — 25.03.1944
  - 7-я отдельная автотранспортная рота — период подчинения: 20.10.1943 — 11.05.1945
  - 13-я армия — период подчинения: 20.10.1943 — 11.05.1945
  - Управление оборонительного строительства 23 — период подчинения: 20.10.1943 — 11.05.1945
  - 27-я армия — период подчинения: 20.10.1943 — 12.02.1944
  - 98-я отдельная автотранспортная рота подвоза горюче-смазочных материалов — период подчинения: 20.10.1943 — 25.03.1944
  - 1-я армейская оперативная группа ГМЧ (начальник группы подполковник Терешонок) — период подчинения: 20.10.1943 — 31.08.1944
  - 38-я армия — период подчинения: 20.10.1943 — 29.11.1944
  - 40-я армия — период подчинения: 20.10.1943 — 21.02.1944
  - 1624-я отдельная рота связи — период подчинения: 20.10.1943 — 11.05.1945
  - 59-й полк связи — период подчинения: 20.10.1943 — 11.05.1945
  - 47-я армия — период подчинения: 20.10.1943 — 30.10.1943
  - 47-я отдельная автотранспортная рота — период подчинения: 20.10.1943 — 13.02.1944
  - 60-я армия — период подчинения: 20.10.1943 — 06.04.1945
  - 32-й отдельный полк резерва офицерского состава — период подчинения: 20.10.1943 — 11.05.1945
  - 21-й отдельный моторизованный понтонно-мостовой батальон — период подчинения: 20.10.1943 — 23.09.1944
  - 55-я отдельная автотранспортная рота подвоза горюче-смазочных материалов — период подчинения: 20.10.1943 — 11.05.1945
  - Оперативная группа ГМЧ (начальники группы полковники Вознюк и Яровой) — период подчинения: 20.10.1943 — 31.08.1944
  - 279-я отдельная автотранспортная рота — период подчинения: 20.10.1943 — 11.05.1945
  - 30-й отдельный полк резерва офицерского состава — период подчинения: 20.10.1943 — 11.05.1945
  - 328-я стрелковая дивизия — период подчинения: 28.10.1943 — 04.11.1943
  - 5-й гвардейский танковый корпус — период подчинения: 04.11.1943 — 21.01.1944
  - 10-й танковый корпус — период подчинения: 11.11.1943 — 29.11.1943
  - 1-я гвардейская армия — период подчинения: 12.11.1943 — 04.08.1944
  - 36-й армейский батальон по сбору и вывозу трофейного имущества — период подчинения: 19.11.1943 — 11.05.1945
  - 159-й укрепленный район — период подчинения: 29.11.1943 — 17.01.1944
  - 18-я армия — период подчинения: 30.11.1943 — 04.08.1944
  - 11-й гвардейский танковый корпус — период подчинения: 30.11.1943 — 21.01.1944
  - 10-я отдельная запасная рота химической защиты — период подчинения: 17.12.1943 — 11.05.1945
  - 16-й танковый корпус — период подчинения: 27.12.1943 — 26.02.1944
  - 5-й механизированный корпус — период подчинения: 31.12.1943 — 20.01.1944
  - 93-я конно-санитарная рота — период подчинения: 01.01.1944 — 11.05.1945
  - Управление оборонительного строительства 32 — период подчинения: 01.01.1944 — 11.05.1945
  - 6-й гвардейский кавалерийский корпус — период подчинения: 04.01.1944 — 11.01.1944
  - 7-й гвардейский танковый корпус — период подчинения: 11.01.1944 — 23.01.1944
  - 3-й танковый корпус — период подчинения: 12.01.1944 — 22.02.1944
  - 2-я танковая армия — период подчинения: 18.01.1944 — 21.02.1944
  - склад хранения зерна 1 — период подчинения: 19.01.1944 — 12.08.1944
  - 7-я армия — период подчинения: 20.01.1944 — 24.02.1944
  - 160-й укрепленный район — период подчинения: 23.01.1944 — 20.02.1944
  - 156-й укрепленный район — Одинцовский — период подчинения: 23.01.1944 — 09.02.1944
  - 6-я танковая армия — период подчинения: 25.01.1944 — 21.02.1944
  - 30-й отдельный запасной саперный батальон — период подчинения: 31.01.1944 — 11.05.1945
  - Отдел НКВД по делам военнопленных при УТ — период подчинения: 01.02.1944 — 11.05.1945
  - 21-я армия — период подчинения: 01.02.1944 — 11.05.1945
  - 1-я отдельная пехотная бригада — период подчинения: 01.02.1944 — 29.02.1944
  - 100-й отдельный батальон охраны — период подчинения: 13.02.1944 — 11.05.1945
  - 227-й отдельный автотранспортный батальон — период подчинения: 13.02.1944 — 11.05.1945
  - склад хранения зерна 2 — период подчинения: 06.03.1944 — 20.08.1944
  - 4-я танковая армия — период подчинения: 13.03.1944 — 17.03.1945
  - 24-я стрелковая дивизия — период подчинения: 09.04.1944 — 14.04.1944
  - 9-й механизированный корпус — период подчинения: 10.04.1944 — 03.07.1944
  - склад хранения зерна 3 — период подчинения: 10.04.1944 — 12.08.1944
  - Представительство Украинского штаба партизанского движения военного совета — период подчинения: 10.04.1944 — 01.03.1945
  - 1-й гвардейский кавалерийский корпус — период подчинения: 12.04.1944 — 14.07.1944
  - 17-й гвардейский стрелковый корпус — период подчинения: 16.04.1944 — 22.04.1944
  - 3-я гвардейская армия — период подчинения: 18.04.1944 — 11.05.1945
  - 6-й гвардейский кавалерийский корпус — период подчинения: 20.04.1944 — 15.07.1944
  - 1-я гвардейская танковая армия — период подчинения: 25.04.1944 — 31.12.1945
  - 6-й гвардейский танковый корпус — период подчинения: 01.05.1944 — 28.06.1944
  - 11-й отдельный батальон охраны — период подчинения: 29.05.1944 — 11.05.1945
  - 2-я армия Войска Польского — период подчинения: 01.06.1944 — 31.05.1945
  - 1-й армейский корпус — период подчинения: 01.06.1944 — 31.08.1944
  - 5-я гвардейская армия — период подчинения: 13.07.1944 — 11.05.1945
  - 3-я гвардейская танковая армия — период подчинения: 14.07.1944 — 06.09.1944
  - 8-я воздушная армия — период подчинения: 16.07.1944 — 04.08.1944
  - 6-й гвардейский кавалерийский корпус — период подчинения: 31.07.1944 — 28.08.1944
  - 9-я пластунская стрелковая дивизия — период подчинения: 05.08.1944 — 18.08.1944
  - подвижная ремонтная мастерская 59 гвардейских минометных частей — период подчинения: 19.08.1944 — 11.05.1945
  - 1-й гвардейский кавалерийский корпус — период подчинения: 26.08.1944 — 04.09.1944
  - Инспекция управления военного снабжения НКВД СССР при УТ — период подчинения: 27.10.1944 — 11.05.1945
  - 3-я гвардейская танковая армия — период подчинения: 28.10.1944 — 11.05.1945
  - 52-я армия — период подчинения: 30.10.1944 — 11.05.1945
  - 7-й гвардейский механизированный корпус — период подчинения: 26.11.1944 — 31.01.1945
  - 333-я отдельная автотранспортная рота — период подчинения: 02.12.1944 — 11.05.1945
  - 6-я армия — период подчинения: 07.12.1944 — 09.05.1945
  - 59-я армия — период подчинения: 20.12.1944 — 11.05.1945
  - 6-й гвардейский танковый корпус — период подчинения: 31.12.1944 — 09.05.1945
  - 152-я танковая бригада — период подчинения: 31.12.1944 — 11.05.1945
  - 10-й артиллерийский корпус — период подчинения: 01.01.1945 — 11.05.1945
  - 789-я отдельная автотранспортная рота — период подчинения: 12.02.1945 — 11.05.1945
  - 788-я отдельная автотранспортная рота — период подчинения: 12.02.1945 — 11.05.1945
  - 787-я отдельная автотранспортная рота — период подчинения: 12.02.1945 — 11.05.1945
  - 786-я отдельная автотранспортная рота — период подчинения: 12.02.1945 — 11.05.1945
  - 1-й гвардейский кавалерийский корпус — период подчинения: 15.02.1945 — 11.05.1945
  - 93-й стрелковый корпус — период подчинения: 20.02.1945 — 24.02.1945
  - Фронтовая база по ремонту, снабжению и обмену весоизмерительных приборов — период подчинения: 27.02.1945 — 11.05.1945
  - центральная база НКО трофейного народно-хозяйственного имущества 3594 — период подчинения: 01.03.1945 — 11.05.1945
  - 71-я механизированная бригада — период подчинения: 11.03.1945 — 12.04.1945
  - 70-я механизированная бригада — период подчинения: 11.03.1945 — 12.04.1945
  - 4-я гвардейская танковая армия — период подчинения: 18.03.1945 — 11.05.1945
  - 5-й гвардейский механизированный корпус — период подчинения: 19.03.1945 — 20.03.1945
  - 15-й отдельный автотранспортный батальон — период подчинения: 30.03.1945 — 11.05.1945
  - 16-й отдельный автотранспортный батальон — период подчинения: 30.03.1945 — 11.05.1945
  - 18-й отдельный стрелковый батальон Управления контрразведки «СМЕРШ» — период подчинения: 30.03.1945 — 11.05.1945
  - 2 польская артиллерийская дивизия — период подчинения: 01.04.1945 — 11.05.1945
  - 1977-й самоходно-артиллерийский полк — период подчинения: 01.04.1945 — 30.04.1945
  - 28-я армия — период подчинения: 20.04.1945 — 11.05.1945
  - 31-я армия — период подчинения: 21.04.1945 — 11.05.1945

### Состав на 13 июля 1944 года
| - 3-я гвардейская армия: генерал-полковник Гордов - (106,925/2,207/422/114/101) - (танки и САУ: 0/1/71/12/0/2/7/8/0/101) - 120-й стрелковый корпус: - 197-я стрелковая дивизия: - 828-й стрелковый полк - 862-й стрелковый полк - 889-й стрелковый полк - 261-й артиллерийский полк - 418-й противотанковый дивизион - 218-я стрелковая дивизия: - 372-й стрелковый полк - 658-й стрелковый полк - 667-й стрелковый полк - 663-й артиллерийский полк - 487-я разведывательная рота - 368-й медицинский батальон - 273-я стрелковая дивизия: - 967-й стрелковый полк - 969-й стрелковый полк - 971-й стрелковый полк - 812-й артиллерийский полк - 359-й медицинский батальон - 21-й стрелковый корпус: - 253-я стрелковая дивизия: - 979-й стрелковый полк - 981-й стрелковый полк - 983-й стрелковый полк - 808-й артиллерийский полк - 327-й противотанковый дивизион - 551-й сапёрный батальон - 346-я разведывательная рота - 136-я стрелковая дивизия: - 269-й стрелковый полк - 270-й стрелковый полк - 342-й стрелковый полк - 343-й артиллерийский полк - 42-й сапёрный батальон - 81-я стрелковая дивизия: - 410-й стрелковый полк - 467-й стрелковый полк - 519-й стрелковый полк - 346-й артиллерийский полк - 240-й противотанковый дивизион - 196-й сапёрный батальон - 154-я разведывательная рота - 76-й стрелковый корпус: - 181-я стрелковая дивизия: - 186-й стрелковый полк - 195-й стрелковый полк - 243-й стрелковый полк - 639-й артиллерийский полк - 106-я стрелковая дивизия: - 43-й Даурский стрелковый полк - 188-й Аргунский стрелковый полк - 236-й Нерчинский стрелковый полк - 362-й Забайкальский артиллерийский полк - 63-й противотанковый дивизион - 12-й сапёрный батальон - 652-я рота связи - 149-я стрелковая дивизия: - 479-й стрелковый полк - 568-й стрелковый полк - 744-й стрелковый полк - 314-й артиллерийский полк - 233-й сапёрный батальон - 22-й стрелковый корпус: - 389-я стрелковая дивизия: - 1277-й стрелковый полк - 1279-й стрелковый полк - 1289-й стрелковый полк - 950-й артиллерийский полк - 454-й противотанковый дивизион - 329-я стрелковая дивизия: - 1110-й стрелковый полк - 1112-й стрелковый полк - 1114-й стрелковый полк - 895-й артиллерийский полк - 58-я стрелковая дивизия: - 170-й стрелковый полк - 270-й стрелковый полк - 335-й стрелковый полк - 244-й артиллерийский полк - 150-я отдельная танковая бригада - 39-й танковый полк - 293-й самоходно-артиллерийский полк - 13-я артиллерийская дивизия прорыва - 47-я гаубичная артиллерийская бригада - 2 (mot) гаубичных полка, каждый с - 2 (mot) артиллерийских дивизиона, каждый с - 4 (mot) батареи (2 122-мм орудия на каждую) - 2 (mot) артиллерийских дивизиона, с: - 4 (mot) батареи (2 152-мм орудия на каждую) - 88-я тяжелая гаубичная артиллерийская бригада - 1 гаубичный полк, в составе: - 4 (mot) гаубичных батальона, каждый из которых имеет: - 4 (mot) гаубичные батареи (каждая с 2 150-мм гаубицами) - 91-я тяжелая гаубичная артиллерийская бригада - 1 гаубичный полк, в составе: - 4 (mot) гаубичных батальона, каждый с: - 4 (mot) гаубичные батареи, каждая с 2 150-мм гаубицы - 42-я лёгкая артиллерийская бригада - 3 (mot) легких артиллерийских полка, каждый из которых имеет: - 2 (mot) батальона, каждый из которых имеет - 3 батареи (4 76,2-мм орудия на каждую) - 25-я миномётная бригада - 3 (mot) полка, каждый из которых имеет: - 2 (mot) батальона, каждый с: - 3 (mot) роты (6 120-мм миномётов) - 101-я гаубичная артиллерийская бригада большой мощности - 1 гаубичный полк - 3 гаубичных батальона, каждый из которых имеет: - 4 гаубичные батареи, каждая с 2-203-мм гаубицы) - 40-я гвардейская пушечная артиллерийская бригада - 1528-й гаубичный артиллерийский полк - 2 (mot) артиллерийских дивизиона, каждый с - 4 (mot) батареи (2 122-мм орудия на каждую) - 2 (mot) артиллерийских дивизиона, с: - 4 (mot) батареи (2 152-мм орудия на каждую) - 26-я противотанковая артиллерийская бригада - 179-й гвардейский истребительно-противотанковый артиллерийский полк - 316-й гвардейский истребительно-противотанковый артиллерийский полк - 868-й истребительно-противотанковый артиллерийский полк - 1643-й истребительно-противотанковый артиллерийский полк - 563-й истребительно-противотанковый артиллерийский полк - 1-я гвардейская миномётная бригада - 3 (mot) полка, каждый из которых имеет: - 2 (mot) батальона, каждый из которых имеет: - 3 (mot) роты (6-120-мм миномётов) - 526-й миномётный полк - 3 (mot) полка, каждый из которых имеет: - 2 (mot) батальона, каждый из которых имеет: - 3 (mot) роты (6 120-мм миномётов) - 569-й миномётный полк - 3 (mot) полка, каждый из которых имеет: - 2 (mot) батальона, каждый из которых имеет: - 3 (mot) роты (6 120-мм миномётов) - 497-й миномётный полк - 3 (mot) полка, каждый из которых имеет: - 2 (mot) батальона, каждый из которых имеет: - 3 (mot) роты (6 120-мм миномётов) - 8-й гвардейский миномётный полк - 21-й гвардейский миномётный полк - 69-й зенитно-артиллерийский дивизион - 1257-й зенитно-артиллерийский полк - 45-й отдельный батальон бронепоездов - 49-й батальон бронепоездов - 40-я инженерно-сапёрная бригада - 16-я штурмовая инженерно-сапёрная бригада (за вычетом 79-го и 89-го батальоны) - 13-я армия: генерал-лейтенант Пухов - (76,077/1,696/267/111/63) - (танки и САУ: 0/0/21/7/14/0/21/0/0/63) - 24-й стрелковый корпус: - 350-я стрелковая дивизия: - 1176-й стрелковый полк - 1178-й стрелковый полк - 1180-й стрелковый полк - 917-й артиллерийский полк - 287-я стрелковая дивизия: - 866-й стрелковый полк - 868-й стрелковый полк - 870-й стрелковый полк - 851-й артиллерийский полк - 71-я стрелковая дивизия: - 380-й стрелковый полк - 525-й стрелковый полк - 713-й стрелковый полк - 357-й артиллерийский полк - 185-й противотанковый дивизион - 137-й сапёрный батальон - 27-й стрелковый корпус: - 6-я гвардейская стрелковая дивизия: - 4-й гвардейский стрелковый полк - 10-й гвардейский стрелковый полк - 25-й гвардейский стрелковый полк - 34-й гвардейский артиллерийский полк - 11-й гвардейский противотанковый дивизион - 112-я гвардейская стрелковая дивизия: организация неизвестна - 121-я гвардейская стрелковая дивизия: - 337-й гвардейский стрелковый полк - 40-й гвардейский стрелковый полк - 342-й гвардейский стрелковый полк - 313-й гвардейский артиллерийский полк - 102-й стрелковый корпус: - 117-я стрелковая дивизия: - 240-й стрелковый полк - 269-й стрелковый полк - 275-й стрелковый полк - 322-й артиллерийский полк - 222-й противотанковый дивизион - 162-я стрелковая дивизия: - 194-й Ташкентский стрелковый полк - 209-й Зайсанский стрелковый полк - 224-й Памирский стрелковый полк - 369-й артиллерийский полк - 172-я стрелковая дивизия: - 388-й стрелковый полк - 514-й стрелковый полк - 747-й стрелковый полк - 134-й артиллерийский полк - 200-й противотанковый дивизион - 87-й танковый полк - 327-й самоходно-артиллерийский полк - 1-я гвардейская артиллерийская дивизия - 1-я гвардейская пушечная бригада - 3 (mot) полка, каждый с: - 3 (mot) батальона, каждый из которых имеет: - 3 (mot) батареи (2 152-мм орудия) - 2-я гвардейская гаубичная бригада - 2 (mot) гаубичных полка, каждый с - 2 (mot) артиллерийских дивизиона, каждый с - 4 (mot) батареи (2 122-мм орудия на каждую) - 2 (mot) артиллерийских дивизиона, с: - 4 (mot) батареи (2 152-мм орудия на каждую) - 3-я гвардейская лёгкая артиллерийская бригада - 3 (mot) легких артиллерийских полка, каждый из которых имеет: - 2 (mot) батальона, каждый из которых имеет: - 3 батареи (4 76,2-мм орудия на каждую) - 39-я артиллерийская бригада - 3 (mot) артиллерийских полка, каждый из которых имеет: - 3 гаубичных/артиллерийских дивизиона, каждый из которых имеет: - 3 (mot) батареи (2-152-нн орудия каждая) - 11-й гаубичный артиллерийский полк - 1076-й противотанковый артиллерийский полк - 1644-й противотанковый артиллерийский полк - 1645-й противотанковый артиллерийский полк - 128-й миномётный полк - 475-й миномётный полк - 323-й гвардейский миномётный полк - 10-я зенитно-артиллерийская дивизия - 1287-й зенитно-артиллерийский полк - 58-й отдельный батальон бронепоездов - 19-я гвардейская механизированная инженерно-сапёрная бригада - 79-й штурмовой инженерно-сапёрный батальон - 89-й штурмовой инженерно-сапёрный батальон - 20-й отдельный понтонный батальон - 60-я армия: генерал-полковник Курочкин - (96,719/1,841/353/72/100) - (танки и САУ: 21/0/38/1/0/16/0/0/24/100) - 23-й стрелковый корпус: - 359-я стрелковая дивизия: - 1194-й стрелковый полк - 1196-й стрелковый полк - 1198-й стрелковый полк - 924-й артиллерийский полк - 221-й противотанковый дивизион - 99-я стрелковая дивизия: - 1-й стрелковый полк - 197-й стрелковый полк - 206-й стрелковый полк - 22-й артиллерийский полк - 112-й противотанковый дивизион - 6-й сапёрный батальон - 68-я гвардейская стрелковая дивизия: - 198-й гвардейский стрелковый полк - 200-й гвардейский стрелковый полк - 202-й гвардейский стрелковый полк - 136-й гвардейский артиллерийский полк - 15-й стрелковый корпус: - 322-я стрелковая дивизия: - 1085-й стрелковый полк - 1087-й стрелковый полк - 1089-й стрелковый полк - 886-й артиллерийский полк - 297-й противотанковый дивизион - 603-й сапёрный батальон - 148-я стрелковая дивизия: - 496-й стрелковый полк - 507-й стрелковый полк - 654-й стрелковый полк - 326-й лёгкий артиллерийский полк - 532-й гаубичный полк - 226-й противотанковый дивизион - 163-й сапёрный батальон - 173-й батальон связи - 199-й медицинский батальон - 96-я грузовая рота - 336-я стрелковая дивизия: - 1128-й стрелковый полк - 1130-й стрелковый полк - 1132-й стрелковый полк - 909-й артиллерийский полк - 28-й стрелковый корпус: - 107-я стрелковая дивизия: - 586-й стрелковый полк - 630-й стрелковый полк - 765-й стрелковый полк - 347-й лёгкий артиллерийский полк - 246-я стрелковая дивизия: - 908-й стрелковый полк - 914-й стрелковый полк - 915-й стрелковый полк - 777-й артиллерийский полк - 326-я разведывательная рота - 106-й стрелковый корпус: - 100-я стрелковая дивизия: - 85-й стрелковый полк - 331-й стрелковый полк - 355-й стрелковый полк - 34-й лёгкий артиллерийский полк - 46-й гаубичный полк - 81-й противотанковый дивизион - 90-й сапёрный батальон - 69-й разведывательный батальон - 29-й батальон связи - 306-я стрелковая дивизия: - 935-й стрелковый полк - 938-й стрелковый полк - 992-й стрелковый полк - 1043-й артиллерийский полк - 429-й противотанковый дивизион - 432-й противотанковый дивизион - 59-й танковый полк - 1827-й самоходно-артиллерийский полк - 1889-й самоходно-артиллерийский полк - 17-я артиллерийская дивизия прорыва - 50-я гаубичная артиллерийская бригада - 2 (mot) гаубичных полка, каждый с - 2 (mot) артиллерийских дивизиона, каждый с - 4 (mot) батареи (2 122-мм орудия на каждую) - 2 (mot) артиллерийских дивизиона, с: - 4 (mot) батареи (2 152-мм орудия на каждую) - 92-я тяжелая гаубичная артиллерийская бригада - 1 гаубичный полк, в составе: - 4 (mot) гаубичных батальона, каждый из которых имеет: - 4 (mot) гаубичные батареи, каждая с (2 150-мм гаубицы) - 37-я лёгкая артиллерийская бригада - 3 (mot) легких артиллерийских полка, каждый из которых имеет: - 2 (mot) батальона, каждый из которых имеет: - 3 батареи (4 76,2-мм орудия на каждую) - 108-я гаубичная артиллерийская бригада - 1 гаубичный полк - 3 гаубичных батальона, каждый в составе: - 4 гаубичные батареи, каждая с (2-203-мм гаубицы) - 39-я пушечная артиллерийская бригада - 3 (мот) артиллерийских полка, каждый из которых имеет: - 3 гаубичных/артиллерийских дивизиона, каждый из которых имеет: - 3 (mot) батареи (2-152-нн орудия каждая) - 24-я гвардейская пушечная артиллерийская бригада - 3 (mot) артиллерийский полк, каждый с: - 3 гаубичных/артиллерийских дивизиона, каждый из которых имеет: - 3 (mot) батареи (2-152nn орудия каждая) - 155-я пушечная артиллерийская бригада - 3 (mot) артиллерийский полк, каждый с: - 3 гаубичных/артиллерийских дивизиона, каждый из которых имеет: - 3 (mot) батареи (по 2-152nn орудий) - 805-й пушечный артиллерийский полк - 3 гаубичных/артиллерийских дивизиона, каждый с: - 3 (mot) батареи (2-152nn орудия каждая) - 350-й противотанковый артиллерийский полк - 640-й противотанковый артиллерийский полк - 645-й противотанковый артиллерийский полк - 1178-й противотанковый артиллерийский полк - 1593-й противотанковый артиллерийский полк - 408-й противотанковый артиллерийский полк - 138-й миномётный полк - 3-я гвардейская миномётная дивизия (две бригады) - 83-й гвардейский миномётный полк - 98-й гвардейский миномётный полк - 23-я зенитная артиллерийская дивизия - 217-й зенитно-артиллерийский полк - 21-й отдельный батальон бронепоездов - 37-й отдельный батальон бронепоездов - 59-я инженерно-сапёрная бригада - 15-я штурмовая инженерно-сапёрная бригада (2 батальона) - 38-я армия: генерал-полковник Москаленко - (80,728/1,657/308/88/85) - (танки и САУ: 0/3/37/0/0/21/0/0/24/85) - 52-й стрелковый корпус: - 316-я стрелковая дивизия: - 1073-й стрелковый полк - 1075-й стрелковый полк - 1077-й стрелковый полк - 857-й артиллерийский полк - 597-й сапёрный батальон - 304-я стрелковая дивизия: - 807-й стрелковый полк - 809-й стрелковый полк - 812-й стрелковый полк - 560-й артиллерийский полк - 340-я стрелковая дивизия: - 1140-й стрелковый полк - 1142-й стрелковый полк - 1144-й стрелковый полк - 911-й артиллерийский полк - 261-й противотанковый дивизион - 101-й стрелковый корпус: - 211-я стрелковая дивизия: - 887-й стрелковый полк - 894-й стрелковый полк - 896-й стрелковый полк - 829-й артиллерийский полк - 357-й противотанковый дивизион - 572-й сапёрный батальон - 305-я стрелковая дивизия: - 1000-й стрелковый полк - 1002-й стрелковый полк - 1004-й стрелковый полк - 830-й артиллерийский полк - 358-й противотанковый дивизион - 70-я гвардейская стрелковая дивизия: - 203-й гвардейский стрелковый полк - 205-й гвардейский стрелковый полк - 207-й гвардейский стрелковый полк - 137-й гвардейский артиллерийский полк - 74-й гвардейский противотанковый дивизион - 77-й гвардейский сапёрный батальон - 67-й стрелковый корпус: - 121-я стрелковая дивизия: - 383-й стрелковый полк - 574-й стрелковый полк - 705-й стрелковый полк - 297-й лёгкий артиллерийский полк - 209-й противотанковый дивизион - 246-й сапёрный батальон - 273-й батальон связи - 241-я стрелковая дивизия: - 264-й стрелковый полк - 318-й стрелковый полк - 332-й стрелковый полк - 1010-й артиллерийский полк - 140-я стрелковая дивизия: - 1305-й стрелковый полк - 1307-й стрелковый полк - 1309-й стрелковый полк - 977-й артиллерийский полк - 183-я стрелковая дивизия - 227-й стрелковый полк - 285-й стрелковый полк - 295-й стрелковый полк - 623-й лёгкий артиллерийский полк - 624-й гаубичный полк - 8-й зенитный дивизион (2 батареи шведских 40-мм пушек «Бофорс») - 12-й гвардейский танковый полк - 1228-й самоходно-артиллерийский полк - 349-й самоходно-артиллерийский полк - 3-я артиллерийская дивизия прорыва - 1-я гаубичная артиллерийская бригада - 2 (mot) гаубичных полка, каждый с - 2 (mot) артиллерийских дивизиона, каждый с - 4 (mot) батареи (2 122-мм орудия на каждую) - 2 (mot) артиллерийских дивизиона, с: - 4 (mot) батареи (2 152-мм орудия на каждую) - 116-я тяжелая гаубичная артиллерийская бригада - 1 гаубичный полк, в составе: - 4 (mot) гаубичных батальона, каждый с: - 4 (mot) гаубичные батареи, каждая с: (2 150-мм гаубицы) - 15-я лёгкая артиллерийская бригада - 3 (mot) легких артиллерийских полка, каждый из которых имеет: - 2 (mot) батальона, каждый с: - 3 батареи (4 76,2-мм орудия на каждую) - 5-я артиллерийская бригада - 3 (mot) артиллерийских полка, каждый из которых имеет: - 3 гаубичных/артиллерийских дивизиона, каждый из которых имеет: - 3 (mot) батареи (2 152-нм орудия каждая) - 7-я миномётная бригада - 3 (mot) полка, каждый из которых имеет: - 2 (mot) батальона, каждый из которых имеет: - 3 (mot) роты (6 120-мм миномётов) - 135-я пушечная артиллерийская бригада - 3 (mot) артиллерийских полка, каждый из которых имеет: - 3 гаубичных/артиллерийских дивизиона, каждый из которых имеет: - 3 (mot) батареи (2 152-нм орудия каждая) - 25-я гаубичная артиллерийская бригада большой мощности - 1 гаубичный полк - 3 гаубичных батальона, каждый с: - 4 гаубичные батареи, каждая с (2-203-мм гаубицы) - 11-я гвардейская истребительно-противотанковая артиллерийская бригада - 296-й гвардейский истребительно-противотанковый артиллерийский полк - 1663-й истребительно-противотанковый артиллерийский полк - 491-й миномётный полк - 18-я гвардейская миномётная бригада (3-я гвардейская миномётная дивизия) - 65-й гвардейский миномётный полк - 88-й гвардейский миномётный полк - 21-я зенитно-артиллерийская дивизия - 269-й зенитно-артиллерийский полк - 39-я инженерно-сапёрная бригада - 15-я штурмовая инженерно-сапёрная бригада - 1-я гвардейская армия: генерал-полковник Гречко - (102,151/1,669/327/152/100) - (Танки 3/0/79/1/0/6/0/6/5/100) - 107-й стрелковый корпус: - 129-я гвардейская стрелковая дивизия: - 320-й гвардейский стрелковый полк - 325-й гвардейский стрелковый полк - 330-й гвардейский стрелковый полк - 299-й гвардейский артиллерийский полк - 115-й гвардейский противотанковый дивизион - 127-я стрелковая дивизия: - 547-й стрелковый полк - 549-й стрелковый полк - 555-й стрелковый полк - 1034-й артиллерийский полк - 411-й противотанковый дивизион - 249-й медицинский батальон - 167-я стрелковая дивизия: - 465-й стрелковый полк - 520-й стрелковый полк - 615-й стрелковый полк - 576-й артиллерийский полк - 180-й сапёрный батальон - 7-й стрелковый корпус: - 147-я стрелковая дивизия: - 15-й стрелковый полк - 600-й стрелковый полк - 640-й стрелковый полк - 379-й артиллерийский полк - 276-я стрелковая дивизия: - 871-й стрелковый полк - 873-й стрелковый полк - 876-й стрелковый полк - 852-й артиллерийский полк - 155-я стрелковая дивизия: - 436-й стрелковый полк - 659-й стрелковый полк - 786-й стрелковый полк - 306-й артиллерийский полк - 802-й миномётный батальон - 30-й стрелковый корпус: - 30-я стрелковая дивизия: - 35-й стрелковый полк - 71-й стрелковый полк - 256-й стрелковый полк - 59-й артиллерийский полк - 145-й противотанковый дивизион - 101-й сапёрный батальон - 141-я стрелковая дивизия: - 687-й стрелковый полк - 745-й стрелковый полк - 796-й стрелковый полк - 348-й артиллерийский полк - 190-й противотанковый дивизион - 18-й гвардейский стрелковый корпус: - 161-я стрелковая дивизия: - 565-й стрелковый полк - 569-й стрелковый полк - 575-й стрелковый полк - 1036-й артиллерийский полк - 413-й противотанковый дивизион - 336-й сапёрный батальон - 467-я зенитная батарея - 242-я разведывательная рота - 925-й батальон связи - 251-й медицинский батальон - 237-я стрелковая дивизия: - 835-й стрелковый полк - 838-й стрелковый полк - 841-й стрелковый полк - 691-й артиллерийский полк - пулемётный батальон - 151-я стрелковая дивизия: - 581-й стрелковый полк - 626-й стрелковый полк - 683-й стрелковый полк - 353-й артиллерийский полк - 395-я стрелковая дивизия: - 714-й стрелковый полк - 723-й стрелковый полк - 726-й стрелковый полк - 968-й артиллерийский полк - 692-й зенитный дивизион - 4-й гвардейский танковый корпус: генерал-лейтенант танковых войск Полубояров - 12-я гвардейская танковая бригада - 1-й, 2-й, 3-й танковые батальоны - 12-й гвардейский мотострелковый батальон - 13-я гвардейская танковая бригада - 1-й, 2-й, 3-й танковые батальоны - 13-й гвардейский мотострелковый батальон - 14-я гвардейская танковая бригада - 1-й, 2-й, 3-й танковые батальоны - 14-я гвардейский мотострелковый батальон - 3-я гвардейская мотострелковая бригада - 1451-й самоходно-артиллерийский полк (СУ-122) - 756-й противотанковый полк (20 76-мм орудий) - 264-й миномётный полк (36 120-мм миномётов) - 120-й гвардейский зенитный полк (16 37-мм орудий) - 752-й противотанковый дивизион (12 85-мм орудий) - 76-й мотоциклетный батальон - 106-й сапёрный батальон - 413-й батальон связи с 3-й эскадрильей связи (самолеты PO-2) - 85-й, 92-й ремонтные батальоны - 1-й гвардейский танковый полк - 4-й гвардейский истребительно-противотанковый артиллерийский полк - 130-й истребительно-противотанковый артиллерийский полк - 222-й истребительно-противотанковый артиллерийский полк - 269-й истребительно-противотанковый артиллерийский полк - 317-й противотанковый артиллерийский полк - 1075-й противотанковый артиллерийский полк - 1506-й противотанковый артиллерийский полк - 1642-й противотанковый артиллерийский полк - 1672-й противотанковый артиллерийский полк - 756-й противотанковый артиллерийский полк - 752-й противотанковый артиллерийский полк - 525-й миномётный полк - 264-й миномётный полк - 329-й гвардейский миномётный полк - 240-й гвардейский миномётный батальон - 225-й зенитно-артиллерийский дивизион - 580-й зенитно-артиллерийский полк - 120-й зенитно-артиллерийский полк - 31-й гвардейский зенитно-артиллерийский дивизион - 6-я инженерно-сапёрная бригада - 3-я понтонно-мостовая бригада (2 батальона) | - 18-я армия: генерал-лейтенант Журавлев - (72,556/1,351/236/19/33) - (танки и САУ: 0/1/0/0/0/0/0/32/33) - 11-й стрелковый корпус: - 24-я стрелковая дивизия: - 7-й стрелковый полк - 168-й стрелковый полк - 274-й стрелковый полк - 160-й артиллерийский полк (сформирован только из 2 дивизионов) - 52-й противотанковый дивизион - 97-й миномётный батальон - 131-й сапёрный батальон - 82-я разведывательная рота - 73-й сапёрный батальон - 1446-й батальон связи - 66-й медицинский батальон - 876-й ветеринарный госпиталь - 226-я стрелковая дивизия: - 87-й стрелковый полк - 312-й стрелковый полк - 349-й стрелковый полк - 19-й полк легкой артиллерии - 271-я стрелковая дивизия: - 867-й стрелковый полк - 869-й стрелковый полк - 850-й артиллерийский полк - 351-й сапёрный батальон - 314-й медицинский батальон - 253-я рота связи - 379-я рота химической защиты - 441-я грузовая рота - 17-й стрелковый корпус: - 2-я гвардейская стрелковая дивизия: - 1-й гвардейский стрелковый полк - 6-й гвардейский стрелковый полк - 15-й гвардейский стрелковый полк - 21-й гвардейский артиллерийский полк - Гвардейский противотанковый дивизион - 7-й гвардейский сапёрный батальон - Гвардейский разведывательный - Гвардейский зенитный дивизион - Гвардейский батальон связи - Гвардейский медицинский батальон - 8-я стрелковая дивизия: - 151-й стрелковый полк - 229-й стрелковый полк - 310-й стрелковый полк - 62-й артиллерийский полк - 108-й противотанковый дивизион - 21-й сапёрный батальон - 317-я стрелковая дивизия: - 571-й стрелковый полк - 606-й стрелковый полк - 761-й стрелковый полк - 773-й артиллерийский полк - 95-й стрелковый корпус: - 66-я стрелковая дивизия: - 33-й стрелковый полк - 108-й стрелковый полк - 341-й стрелковый полк - 161-й лёгкий артиллерийский полк - 263-й гаубичный полк - 138-я стрелковая дивизия: - 344-й стрелковый полк - 650-й стрелковый полк - 768-й стрелковый полк - 295-й лёгкий артиллерийский полк - 230-й противотанковый дивизион - 292-й миномётный батальон - 77-я зенитная батарея - 155-я стрелковая рота (разведка) - 179-й сапёрный батальон - 203-й батальон связи - 18-й учебный батальон - 351-я стрелковая дивизия: - 1157-й стрелковый полк - 1159-й стрелковый полк - 1161-й стрелковый полк - 904-й артиллерийский полк - 1448-й самоходно-артиллерийский полк - 146-я гвардейская пушечная артиллерийская бригада - 3 (мот) артиллерийский полк, каждый из которых имеет: - 3 гаубичных/артиллерийских дивизиона, каждый из которых имеет: - 3 (mot) батареи (2-152-нн орудия каждая) - 839-й гаубичный артиллерийский полк - 2 (mot) гаубичных полка, каждый с - 2 (mot) артиллерийских дивизиона, каждый с - 4 (mot) батареи (2 122-мм орудия на каждую) - 2 (mot) артиллерийских дивизиона, с: - 4 (mot) батареи (2 152-мм орудия на каждую) - 196-й гвардейский истребительно-противотанковый артиллерийский полк - 1646-й противотанковый артиллерийский полк - 9-й горный миномётный полк - 477-й горный миномётный полк - 494-й горный миномётный полк - 496-й горный миномётный полк - 5-й гвардейский миномётный полк - 2-й гвардейский горно-миномётный батальон - 3-й гвардейский горно-миномётный батальон - 544-й зенитно-артиллерийский дивизион - 33-й отдельный батальон бронепоездов - 9-я инженерно-сапёрная бригада - 6-й понтонно-мостовой батальон - 1-я гвардейская танковая армия: генерал-полковник танковых войск Катуков - (29,301/383/54/116/346) - (танки и САУ: 15/0/277/0/9/21/0/2/0/346) - 11-й гвардейский танковый корпус: генерал-лейтенант танковых войск Гетман - 40-я гвардейская танковая бригада - 1-й, 2-й, 3-й танковые батальоны - 40-й гвардейский мотострелковый батальон - 44-я гвардейская танковая бригада - 1-й, 2-й, 3-й танковые батальоны - 44-й гвардейский мотострелковый батальон - 45-я гвардейская танковая бригада - 1-й, 2-й, 3-й танковые батальоны - 45-й гвардейский мотострелковый батальон - 27-я гвардейская мотострелковая бригада - 2 стрелковых, 1 стрелково-пулемётный батальон - 293-й гвардейский самоходно-артиллерийский полк (СУ-76) - 1535-й тяжелый самоходно-артиллерийский полк (СУ-152) - 362-й гвардейский противотанковый полк - 270-й гвардейский миномётный полк - 1018-й зенитный полк - 53-й гвардейский миномётный батальон (8 пусковых установок БМ-13) - 391-й противотанковый дивизион (12 85-мм орудий) - 9-й гвардейский мотоциклетный батальон - 134-й гвардейский сапёрный батальон - 153-й гвардейский батальон связи - 75-й, 177-й ремонтные батальоны - 6-я автотранспортная рота - 8-й гвардейский механизированный корпус: генерал-майор Ремов - 19-я гвардейская механизированная бригада - 1-й, 2-й, 3-й стрелковые батальоны - 67-й гвардейский танковый полк - 20-я гвардейская механизированная бригада - 1-й, 2-й, 3-й стрелковые батальоны - 68-й гвардейский танковый полк - 21-я гвардейская механизированная бригада - 1-й, 2-й, 3-й стрелковые батальоны - 69-й гвардейский танковый полк - 1-я гвардейская танковая бригада - 354-й гвардейский тяжёлый самоходно-артиллерийский полк (СУ-152) - 353-й гвардейский противотанковый полк - 265-й гвардейский миномётный полк - 358-й гвардейский зенитный полк - 756-й противотанковый дивизион (12 85-мм орудий) - 405-й гвардейский миномётный батальон - 8-й гвардейский мотоциклетный батальон - 27-й сапёрный батальон - 1-я гвардейская танковая бригада - 1-й, 2-й танковые батальоны - 9-й гвардейский мотострелковый батальон - 64-я отдельная гвардейская танковая бригада - 1-й, 2-й, 3-й/64-й гвардейские танковые батальоны - 64-й гвардейский мотострелковый батальон - 11-й гвардейский танковый полк - 6-й мотоциклетный полк - 12-й мотоциклетный батальон - 40-я гвардейская пушечная артиллерийская бригада (1 батальон) - 353-й противотанковый артиллерийский полк - 362-й противотанковый артиллерийский полк - 265-й миномётный полк - 270-й миномётный полк - 79-й гвардейский миномётный полк - 405-й гвардейский миномётный батальон - 53-й гвардейский миномётный батальон - 4-я гвардейская зенитно-артиллерийская дивизия - 358-й зенитно-артиллерийский полк - 1018-й зенитно-артиллерийский полк - 399-й самоходно-артиллерийский полк - 400-й самоходно-артиллерийский полк - 1454-й самоходно-артиллерийский полк - 13-й отдельный гвардейский моторизованный сапёрный батальон - 6-я понтонно-мостовая бригада (2 батальона) - 3-я гвардейская танковая армия: генерал-полковник Рыбалко - (36,527/570/50/80/454) - (танки и САУ: 42/0/299/6/0/0/0/32/75/456) - 6-й гвардейский танковый корпус: генерал-майор Новиков - 51-я гвардейская танковая бригада - 315-й, 316-й танковые батальоны - 51-й гвардейский мотострелковый батальон - 52-я гвардейская танковая бригада - 1-й, 2-й танковые батальоны - 52-й гвардейский мотострелковый батальон - 53-я гвардейская танковая бригада - 305-й, 306-й танковые батальоны - 53-й гвардейский мотострелковый батальон - 22-я гвардейская мотострелковая бригада - 292-й гвардейский самоходно-артиллерийский полк (на вооружении СУ-85) - 1893-й самоходно-артиллерийский полк (СУ-85) - 1835-й тяжелый самоходно-артиллерийский полк (СУ-152) - 1442-й самоходно-артиллерийский полк (СУ-85) - 1666-й противотанковый полк (24 76-мм орудия) - 702-й самоходно-артиллерийский полк - 272-й гвардейский миномётный полк - 286-й гвардейский зенитный полк - 55-й гвардейский противотанковый дивизион - 3-й гвардейский мотоциклетный батальон - 120-й гвардейский сапёрный батальон - 145-й гвардейский батальон связи - 88-й, 93-й ремонтные батальоны - 7-й гвардейский танковый корпус: генерал-майор танковых войск Иванов, генерал-майор танковых войск Митрованов с 7/21/44 г. - 54-я гвардейская танковая бригада - 1-й, 2-й, 3-й танковые батальоны - 54-й гвардейский мотострелковый батальон - 55-я гвардейская танковая бригада - 1-й, 2-й, 3-й танковые батальоны - 55-й гвардейский стрелковый батальон - 56-я гвардейская танковая бригада - 1-й, 2-й, 3-й танковые батальоны - 56-й гвардейский мотострелковый батальон - 23-я гвардейская мотострелковая бригада - 2 стрелковых, 1 стрелково-пулемётный батальоны - 293-й гвардейский СУ полк (СУ-76) - 312-й гвардейский противотанковый полк - 702-й самоходно-артиллерийский полк (СУ-85) - 1894-й самоходно-артиллерийский полк (СУ-76) - 467-й гвардейский миномётный полк - 440-й гвардейский миномётный батальон (8 пусковых установок БМ-13) - 287-й гвардейский зенитный полк - 56-й гвардейский противотанковый дивизион - 4-й гвардейский мотоциклетный батальон - 121-й гвардейский сапёрный батальон - 439-й батальон связи - 89-й медицинский батальон - 71-й, 96-й ремонтные батальоны - 9-й механизированный корпус: генерал-лейтенант танковых войск Сухов - 69-я механизированная бригада (41 Т-34/85) - 1-й, 2-й, 3-й стрелковые батальоны - 53-й танковый полк - 70-я механизированная бригада (41 Т-34/85) - 1-й, 2-й, 3-й стрелковые батальоны - 47-й гвардейский танковый полк - 71-я механизированная бригада (41 Т-34/85) - 1-й, 2-й, 3-й стрелковые батальоны - 74-й танковый полк - 59-й гвардейский тяжелый танковый полк (21 ИС-II) - 1507-й самоходно-артиллерийский полк (СУ-76) - 108-й гвардейский противотанковый полк (24 76-мм орудия) - 616-й миномётный полк (36 120-мм миномётов) - 1719-й зенитный полк (24 37-мм орудия) - 441-й гвардейский миномётный батальон (8 пусковых установок БМ-13) - 100-й мотоциклетный батальон - 82-й сапёрный батальон - 999-й батальон связи - 91-я отдельная танковая бригада - 344-й танковый батальон - 345-й танковый батальон - 91-й мотострелковый батальон - 47-й танковый полк - 59-й гвардейский тяжелый танковый полк - 29-й гвардейский тяжелый танковый полк - 71-й гвардейский тяжелый танковый полк - 57-й танковый полк (танки JS II) - 33-я артиллерийская бригада (1 батальон 152-мм орудий) - 10-я гвардейская истребительно-противотанковая артиллерийская бригада - 1660-й истребительно-противотанковый артиллерийский полк - 108-й истребительно-противотанковый артиллерийский полк - 312-й истребительно-противотанковый артиллерийский полк - 272-й миномётный полк - 467-й миномётный полк - 616-й миномётный полк - 36-й гвардейский миномётный полк - 91-й гвардейский миномётный полк - 439-й гвардейский миномётный полк - 440-й гвардейский миномётный полк - 441-й гвардейский миномётный полк - 1719-й зенитно-артиллерийский полк - 1381-й зенитно-артиллерийский полк - 1394-й зенитно-артиллерийский полк - 286-й гвардейский зенитно-артиллерийский полк - 287-й гвардейский зенитный артиллерийский полк - 702-й самоходно-артиллерийский полк - 1449-й самоходно-артиллерийский полк - 1507-й самоходно-артиллерийский полк - 1893-й самоходно-артиллерийский полк - 1894-й самоходно-артиллерийский полк - 63-я инженерно-сапёрная бригада (2 батальона) - 182-й сапёрный батальон (минёры) - 4-я танковая армия: генерал-полковник Лелюшенко - (29,774/402/41/128/387) - (танки и САУ: 21/0/327/0/9/21/0/9/0/387) - 10-й гвардейский танковый корпус: генерал-майор танковых войск Белов - 61-я гвардейская танковая бригада (65 Т-34/85) - 1-й, 2-й, 3-й танковые батальоны - 61-й гвардейский мотострелковый батальон - 62-я гвардейская танковая бригада (65 Т-34/85) - 1-й, 2-й, 3-й танковые батальоны - 62-й гвардейский мотострелковый батальон - 63-я гвардейская танковая бригада (65 Т-34/85) - 1-й, 2-й, 3-й танковые батальоны - 63-й гвардейский мотострелковый батальон - 29-я гвардейская мотострелковая бригада - 356-й гвардейский самоходно-артиллерийский полк (СУ-76) - 357-й гвардейский противотанковый полк - 299-й гвардейский миномётный полк - 359-й гвардейский зенитный полк - 62-й гвардейский противотанковый дивизион - 248-й гвардейский миномётный батальон - 7-й гвардейский мотоциклетный батальон - 131-й гвардейский сапёрный батальон - 152-й гвардейский батальон связи - 266-й, 267-й ремонтные батальоны - 6-й гвардейский механизированный корпус: генерал-лейтенант Акимов - 16-я гвардейская механизированная бригада - 1-й, 2-й, 3-й стрелковые батальоны - 28-й танковый полк - 17-я гвардейская механизированная бригада - 1-й, 2-й, 3-й стрелковые батальоны - 126-й танковый полк - 49-я механизированная бригада - 1-й, 2-й, 3-й стрелковые батальоны - 127-й танковый полк - 29-й танковый полк - 56-й танковый полк - 1-й гвардейский самоходно-артиллерийский полк (СУ-76) - 51-й гвардейский противотанковый полк (20 45-мм орудий) - 240-й миномётный полк (36 120-мм орудий) - 95-й мотоциклетный батальон - 52-й гвардейский миномётный батальон (8 пусковых установок БМ-13) - 51-й гвардейский лёгкий артиллерийский полк (24 76-мм орудия) - 396-й зенитный полк (24 37-мм орудия) - 740-й противотанковый дивизион (12 85-мм орудий) - 22-й гвардейский сапёрный батальон - 33-й гвардейский батальон связи - 95-й ремонтный батальон - 93-я отдельная танковая бригада - 344-й танковый батальон - 345-й танковый батальон - 91-й мотострелковый батальон - 72-й тяжёлый танковый полк - 51-й мотоциклетный полк - 9-й гвардейский истребительно-противотанковый артиллерийский полк - 51-й гвардейский истребительно-противотанковый артиллерийский полк - 357-й гвардейский истребительно-противотанковый артиллерийский полк - 1689-й истребительно-противотанковый артиллерийский полк - 62-й истребительно-противотанковый артиллерийский дивизион - 740-й истребительно-противотанковый артиллерийский дивизион - 359-й гвардейский зенитно-артиллерийский полк - 240-й миномётный полк - 29-й миномётный полк - 312-й гвардейский миномётный полк - 52-й отдельный гвардейский миномётный батальон - 248-й отдельный гвардейский миномётный батальон - 68-й отдельный зенитно-артиллерийский дивизион - 1-й гвардейский самоходно-артиллерийский полк - 356-й гвардейский самоходно-артиллерийский полк - 374-й гвардейский тяжёлый самоходно-артиллерийский полк - 396-й гвардейский тяжёлый самоходно-артиллерийский полк - 88-й отдельный батальон минёров - 3-я понтонно-мостовая бригада (1 батальон) - 53-я инженерно-сапёрная бригада (1 батальон) - 1-я конно-механизированная группа: генерал-лейтенант Баранов - (28,699/366/74/50/303) - (танки и САУ: 0/0/133/47/50/1/3/20/49/303) - 1-й гвардейский кавалерийский корпус: генерал-лейтенант Баранов - 1-я гвардейская кавалерийская дивизия: - 1-й гвардейский кавалерийский полк - 3-й гвардейский кавалерийский полк - 5-й гвардейский кавалерийский полк - 6-й гвардейский кавалерийский полк - 61-й танковый полк - 2-я гвардейская кавалерийская дивизия: - 2-й гвардейский кавалерийский полк - 4-й гвардейский кавалерийский полк - 7-й гвардейский кавалерийский полк - 8-й гвардейский кавалерийский полк - 87-й танковый полк - 7-я гвардейская кавалерийская дивизия]: - 19-й гвардейский кавалерийский полк - 21-й гвардейский кавалерийский полк - 26-й гвардейский кавалерийский полк - 27-й гвардейский кавалерийский полк - 58-й танковый полк - 25-й танковый корпус: генерал-майор танковых войск Аникушкин - 111-я танковая бригада - 313-й, 314-й танковые батальоны (Т-34 и Т-60) - 111-й мотострелковый батальон - 162-я танковая бригада - 356-й, 357-й танковые батальоны (Т-34 и Т-60) - 162-й мотострелковый батальон - 175-я танковая бригада - 382-й, 383-й танковые батальоны (Т-34 и Т-60) - 175-й мотострелковый батальон - 16-я мотострелковая бригада - 20-я мотострелковая бригада - 1497-й противотанковый полк (20 45-мм орудий) - 1702-й зенитный полк (16 37-мм орудий) - 459-й миномётный полк (36 120-мм миномётов) - 746-й противотанковый дивизион (12 85-мм орудий) - 53-й мотоциклетный батальон - 1253-й самоходно-артиллерийский полк (СУ-76) - 1451-й самоходно-артиллерийский полк (СУ-85) - 58-й танковый полк - 61-й танковый полк - 1451-й самоходно-артиллерийский полк - 1244-й самоходно-артиллерийский полк - 1253-й самоходно-артиллерийский полк - 143-й противотанковый артиллерийский полк - 1497-й противотанковый артиллерийский полк - неизвестный противотанковый артиллерийский полк из состава 3-й гвардейской армии - 2-й гвардейский миномётный батальон - 319-й зенитно-артиллерийский полк - 1702-й зенитно-артиллерийский полк - 2-я конно-механизированная группа: генерал-лейтенант Соколов - (28,969/376/48/55/213) - (танки и САУ: 0/0/129/2/21/15/0/3/43/213) - 3-й гвардейский кавалерийский корпус: генерал-лейтенант Соколов - 8-я гвардейская кавалерийская дивизия - 29-й гвардейский кавалерийский полк - 31-й гвардейский кавалерийский полк - 33-й гвардейский кавалерийский полк - 136-й танковый полк - 13-я гвардейская кавалерийская дивизия - 46-й гвардейский кавалерийский полк - 48-й гвардейский кавалерийский полк - 50-й гвардейский кавалерийский полк - 250-й танковый полк - 8-я кавалерийская дивизия - 49-й кавалерийский полк - 115-й кавалерийский полк - 163-й кавалерийский полк - 154-й танковый полк - 1684-й артиллерийско-миномётный полк - 31-й танковый корпус: генерал-майор танковых войск Григорьев - 100-я танковая бригада - 1-й, 2-й, 3-й танковые батальоны - 100-й мотострелковый батальон - 237-я танковая бригада - 1-й, 2-й, 3-й танковые батальоны - 237-й мотострелковый батальон - 242-я танковая бригада - 1-й, 2-й, 3-й танковые батальоны - 242-й мотострелковый батальон - 65-я мотострелковая бригада - 367-й гвардейский тяжелый самоходно-артиллерийский полк (ИСУ-122) - 1442-й самоходно-артиллерийский полк (СУ-76) - 617-й миномётный полк (36 120-мм миномётов) - 1885-й зенитный полк (24 37-мм орудия) - 753-й противотанковый дивизион (12 85-мм орудий) - 201-й гвардейский миномётный батальон (8 пусковых установок БМ-13) - 98-й мотоциклетный батальон - 145-й сапёрный батальон - 136-й танковый полк - 154-й танковый полк - 250-й танковый полк - 1813-й самоходно-артиллерийский полк - 1442-й самоходно-артиллерийский полк - 1548-й самоходно-артиллерийский полк - 142-й противотанковый артиллерийский полк - 1732-й зенитно-артиллерийский полк - 1885-й зенитно-артиллерийский полк - 1954-й зенитно-артиллерийский полк - 5-я гвардейская армия: генерал-лейтенант Жадов - (62,578/879/153/61/0) - 32-й гвардейский стрелковый корпус: - 13-я гвардейская стрелковая дивизия: - 34-й гвардейский стрелковый полк - 39-й гвардейский стрелковый полк - 42-й гвардейский стрелковый полк - 32-й гвардейский артиллерийский полк - 4-й гвардейский противотанковый дивизион - 8-й гвардейский сапёрный батальон - 95-я гвардейская стрелковая дивизия: - 284-й гвардейский стрелковый полк - 287-й гвардейский стрелковый полк - 290-й гвардейский стрелковый полк - 233-й гвардейский артиллерийский полк - 103-й гвардейский противотанковый дивизион - 97-я гвардейская стрелковая дивизия: - 289-й гвардейский стрелковый полк - 292-й гвардейский стрелковый полк - 294-й гвардейский стрелковый полк - 232-й гвардейский артиллерийский полк - 104-й гвардейский противотанковый дивизион - 110-й гвардейский сапёрный батальон - 100-я гвардейская разведывательная рота - 141-й гвардейский батальон связи - 33-й гвардейский стрелковый корпус: - 9-я гвардейская стрелковая дивизия: - 18-й гвардейский стрелковый полк - 22-й гвардейский стрелковый полк - 31-й гвардейский стрелковый полк - 28-й гвардейский артиллерийский полк - 2-й гвардейский противотанковый дивизион - 3-й гвардейский сапёрный батальон - Гвардейская разведывательная рота - Гвардейская рота связи - Гвардейская автомобильная рота - 14-я гвардейская стрелковая дивизия: - 36-й гвардейский стрелковый полк - 38-й гвардейский стрелковый полк - 41-й гвардейский стрелковый полк - 33-й гвардейский артиллерийский полк - 6-й гвардейский противотанковый дивизион - 78-я гвардейская стрелковая дивизия: - 223-й гвардейский стрелковый полк - 225-й гвардейский стрелковый полк - 228-й гвардейский стрелковый полк - 158-й гвардейский артиллерийский полк - 89-й гвардейский сапёрный батальон - 34-й гвардейский стрелковый корпус: - 15-я гвардейская стрелковая дивизия: - 44-й гвардейский стрелковый полк - 47-й гвардейский стрелковый полк - 50-й гвардейский стрелковый полк - 43-й гвардейский артиллерийский полк - Гвардейский сапёрный батальон - 58-я гвардейская стрелковая дивизия: - 173-й гвардейский стрелковый полк - 175-й гвардейский стрелковый полк - 178-й гвардейский стрелковый полк - 130-й гвардейский артиллерийский полк - 118-я гвардейская стрелковая дивизия - 1073-й противотанковый артиллерийский полк - 469-й миномётный полк - 308-й гвардейский миномётный полк - 9-й зенитно-артиллерийский полк - 55-я инженерно-сапёрная бригада - Фронтовые резервы: - (41,7;68/428/99/176/21) - 47-й стрелковый корпус: - 280-я стрелковая дивизия: - 1031-й стрелковый полк - 1033-й стрелковый полк - 1035-й стрелковый полк - 840-й артиллерийский полк - 368-й противотанковый дивизион - 583-й сапёрный батальон - 209-я стрелковая дивизия: - 9-я казачья (конная) стрелковая дивизия: - 28-й танковый полк (ИС-2) - 8-я гвардейская истребительно-противотанковая артиллерийская бригада - 1660-я противотанковая артиллерийская бригада - 23-й гвардейский миномётный полк - 37-й зенитно-артиллерийский дивизион - 1228-й зенитно-артиллерийский полк - 322-й гвардейский зенитно-артиллерийский дивизион - 22-й гвардейский зенитно-артиллерийский дивизион - 42-я отдельная мотострелковая бригада - 8-й понтонный батальон - 50-й отдельный понтонный батальон - 20-й отдельный понтонно-мостовой батальон - 2-я воздушная армия: генерал-полковник авиации Красовский - (всего 41 000 военнослужащих) - 5-й истребительный авиационный корпус: - 8-я гвардейская истребительная авиационная дивизия - 256-я истребительная авиационная дивизия - 7-й истребительный авиационный корпус: - 9-я гвардейская истребительная авиационная дивизия - 205-я истребительная авиационная дивизия - 304-я истребительная авиационная дивизия - 10-й истребительный авиационный корпус: - 10-я гвардейская истребительная авиационная дивизия - 235-я истребительная авиационная дивизия - 6-я гвардейская истребительная авиационная дивизия - 1-й гвардейский штурмовой авиационный корпус: - 8-я гвардейская штурмовая авиационная дивизия - 9-я гвардейская штурмовая авиационная дивизия - 12-я гвардейская штурмовая авиационная дивизия - 1-й гвардейский смешанный авиационный корпус: - 5-я гвардейская штурмовая авиационная дивизия - 6-я гвардейская штурмовая авиационная дивизия - 11-я гвардейская истребительная авиационная дивизия - 5-й штурмовой авиационный корпус: - 224-я штурмовая авиационная дивизия - 227-я штурмовая авиационная дивизия - 10-я гвардейская штурмовая авиационная дивизия - 236-я истребительная авиационная дивизия - 2-й гвардейский бомбардировочный авиационный корпус: - 1-я гвардейская бомбардировочная авиационная дивизия - 8-я гвардейская бомбардировочная авиационная дивизия - 244-я бомбардировочная авиационная дивизия - 4-й бомбардировочный авиационный корпус: - 202-я бомбардировочная авиационная дивизия - 219-я бомбардировочная авиационная дивизия - 321-я бомбардировочная авиационная дивизия - 208-я истребительно-бомбардировочная авиационная дивизия - 98-й гвардейский разведывательный авиационный полк - 50-й разведывательный авиационный полк - Два отдельных разведывательных артиллерийских полка Примечание: указанные артиллерийские орудия — это штатная техника, а не фактическая. |

## Командование

### Командующие
- Генерал армии Ватутин Н. Ф. (20 октября 1943 — 2 марта 1944),
- Маршал Жуков Г. К. (2 марта — 24 мая 1944),
- Маршал Конев И. С. (24 мая 1944 — 10 июня 1945).

### Члены Военного совета
- Генерал-лейтенант Хрущёв Н. С. (20 октября 1943 — 1 августа 1944),
- Генерал-майор, с 2 марта 1944 генерал-лейтенант Крайнюков К. В. (20 октября 1943 — 10 июня 1945),
- Генерал-майор, с 20 апреля 1944 генерал-лейтенант Кальченко Н. Т. (20 октября 1943 — 10 июня 1945).

### Начальники штаба
- Генерал-лейтенант Иванов С. П. (20 октября — 11 ноября 1943),
- Генерал-лейтенант Боголюбов А. Н. (11 ноября 1943 — 29 апреля 1944),
- Генерал армии Соколовский В. Д. (24 апреля 1944 — 9 апреля 1945),
- Генерал армии Петров И. Е. (9 апреля — 10 июня 1945).

### Начальник Политуправления
- Яшечкин, Филипп Васильевич Генерал-майор (20.10.1944 — 6.1945)

#### Начальники артиллерии фронта
- Генерал-полковник артиллерии Варенцов С. С. (с 20 октября 1943)[10].

## Память
- Памятник советским солдатам в Миколине